# اندونزیایی‌ها در مالزی
اندونزیایی‌ها در مالزی (انگلیسی: Indonesian citizens in Malaysia) یا شهروندان اندونزیایی در مالزی، شهروندان اندونزیایی هستند که در مالزی زندگی کرده وبه کار مشغول هستند. جامعه اندونزیایی‌ها در مالزی، تعداد زیادی از نیروی کار و خدمتکاران را شامل می‌شد. تخمین زده می‌شود که ۸۳ درصد از کارگران مهاجر در مالزی، اندونزیایی هستند. همچنین مالایی‌های بومی وجود دارند که جزئی از تبار آنها، اندونزیایی بوده و آنها را تحت اصطلاح بومی‌پوترا در نظر می‌گیرند.